# Anthony Williams
Pour les articles homonymes, voir Anthony Williams (homonymie) et Williams.
Blair Anthony Williams né le 26 juin 1978 à Louisville est un basketteur américain qui évolue au poste d'ailier fort. Il mesure 2,02 m.

## Clubs
- 2000-2001 :  Pinar Karsiyaka SK Izmir (1er division)
- 2001-2003 :  Reggio Calabria (Lega A)
- 2003-2004 :  Virtus Bologne (Lega A)
- 2004-2005 :  Tekelspor Istanbul (1er division)
- 2005-2006 :  SPO Rouen Basket (Pro A)
- 2006-2007 :  Reggio Calabria (Lega Due)
- 2007-2008 :  Hyères Toulon Var Basket (Pro A)
- 2008-2009 :  Moutahed Tripoli LeBaron (D1)
- 2009-2010 :  Chorale Roanne Basket (Pro A)